# Station Champ de courses d'Enghien
Station Champ de courses d'Enghien is een spoorwegstation aan de spoorlijn Saint-Denis - Dieppe. Het ligt in de Franse gemeente Soisy-sous-Montmorency  in het departement Val-d'Oise in de regio Île-de-France en bedient de paardenrenbaan van de aangrenzende gemeente Enghien-les-Bains.

## Ligging
Het station ligt op kilometerpunt 12,645 van de spoorlijn Saint-Denis - Dieppe.

## Diensten
Het station wordt aangedaan door verschillende treinen van Transilien lijn H:
- Tussen Paris-Nord en Persan - Beaumont (via Ermont - Eaubonne)
- Tussen Paris-Nord en Pontoise

## Vorige en volgende stations
| Richting                                  | Vorig station     | Lijn    | Volgend station   | Richting   |
| ----------------------------------------- | ----------------- | ------- | ----------------- | ---------- |
| Persan - Beaumont (via Ermont - Eaubonne) | Ermont - Eaubonne | Trans H | Enghien-les-Bains | Paris-Nord |
| Pontoise                                  | Ermont - Eaubonne | Trans H | Enghien-les-Bains | Paris-Nord |